# Kraj Lovecrafta

Mapa Kraju Lovecrafta

Kraj Lovecrafta (ang. Lovecraft Country) – termin ukuty przez Keitha Herbera dla nowoangielskiego, fikcyjnego tła opowiadań i powieści amerykańskiego pisarza Howarda Phillipsa Lovecrafta z gatunku weird fiction, używanego później przez wielu pisarzy z kręgów Mitów Cthulhu. Termin został spopularyzowany przez wydawnictwo Chaosium, producenta lovecraftowskiej gry fabularnej „Zew Cthulhu”. Znawca twórczości Lovecrafta,  S.T. Joshi, używa terminu „Region Miskatonic” od fikcyjnej rzeki oraz uniwersytetu; biograf pisarza, Lin Carter, nazywa ten obszar „Hrabstwem Miskatonic”, choć sam Lovecraft niejednokrotnie wskazywał, że jego fikcyjne miejscowości leżą w rzeczywistym hrabstwie Essex.
W 1998 roku pojawił się suplement zatytułowany „Dead Reckonings”, w którym Chaosium definiuje Kraj Lovecrafta jako „terytorium ulokowane w północnowschodnim Massachusetts. Najważniejsza jego część rozciąga się wzdłuż doliny rzeki Miskatonic – od Dunwich na zachodzie, aż do Atlantyku w pobliżu Arkham, Kingsport i Martin’s Beach”. Jeśliby w tej wyliczance zastąpić Martin’s Beach miasteczkiem Innsmouth byłaby to także lista najważniejszych miejsc.
Czasami fraza jest używana w sensie ogólniejszym, prócz Massachusetts dołączając południowe stoki Vermontu (tła dla „Szepczącego w ciemnościach”) jak również rodzinne miasto Lovecrafta Providence, gdzie odbywa się akcja „Przypadku Charlesa Dextera Warda”.

## Twórczość Lovecrafta
Lovecraft po raz pierwszy użył Nowej Anglii jako tła w opowiadaniu z 1920 roku „Okropny starzec”, które dzieje się w Kingsport. W innej pracy z tego roku, „Piekielna ilustracja”, gdzie pojawiają się pierwsze wzmianki o Arkham i Dolinie Miskatonic, Lovecraft pisze, że „prawdziwym epikurem potworności, dla którego nowy dreszcz niewypowiedzianego okropieństwa jest ostatecznym usprawiedliwieniem egzystencji, są pradawne, opuszczone chaty farmerów w zapuszczonej części Nowej Anglii; tam mroczne żywioły siły, samotności, groteski i ignorancji spajają się w perfekcję ohydy”.
W liście z 1930 roku do Roberta Howarda Lovecraft próbował wytłumaczyć swoją fascynację względem Nowej Anglii, jako tła do opowieści: „To ten czarny jak noc zbiór legend dotyczących Massachusetts, który zawiera w sobie ładunek makabry. Oto materiał do dogłębnych badań nad grupowym neurotyzmem; pewnym jest, iż nikt nie może zaprzeczyć istnieniu chorobliwej smugi w purytańskiej wyobraźni”.
Lovecraft po raz pierwszy wspomina o Uniwersytecie Miskatonic w opowiadaniu „Herbert West–Reanimator”, napisanym w latach 1921–1922. Dunwich zostało dodane do wyimaginowanego krajobrazu w opowiadaniu z 1928 roku „Koszmar w Dunwich”, zaś Innsmouth pojawia się w 1931 roku we „Widmie nad Innsmouth”.
Inne opowiadania również odbywają się we wymyślonej rzeczywistości – należą do nich: „Festiwal”, „Kolor z przestworzy”, „Dziwny dom we mgle”, „Sny w domu wiedźm” oraz „Coś na progu”.

## Dodatki Derletha
August Derleth, przyjaciel i redaktor Samotnika z Providence, starał się odwieść innych pisarzy związanych z Mitami od umiejscawiania swoich prac w lovecraftowskiej Nowej Anglii. Sam jednocześnie wypełniał luki, zwłaszcza w pośmiertnych „kolaboracjach” – były to opowieści bazujące na notatkach i pomysłach pozostawionych przez Lovecrafta.
„Czyhający na progu” dzieje się w lesie Billingtona, fikcyjnym miejscu leżącym na północ od Arkham, zaś „Wiedźmia Kotlina” w tytułowej dolinie, w górach na zachód od miasta. Tytuł „Rybak z Falcon Point” nawiązuje do przylądka na wybrzeżu atlantyckim, na południe od Innsmouth. „Dzień Wentwortha” i „Koszmar z Middle Span” dzieją się w obszarze znajdującym się na północ od Dunwich, zaś „Szczytowe okno” dotyczy domu przy strumieniu Aylesbury.

## Gry fabularne
W latach 1990–1998 Chaosium wydało wiele suplementów do gry fabularnej „Zew Cthulhu” dotyczących Kraju Lovecrafta. Wiele z nich było dodatkami kodyfikującymi opisy lovecraftowskich miast.